# 卓袱料理

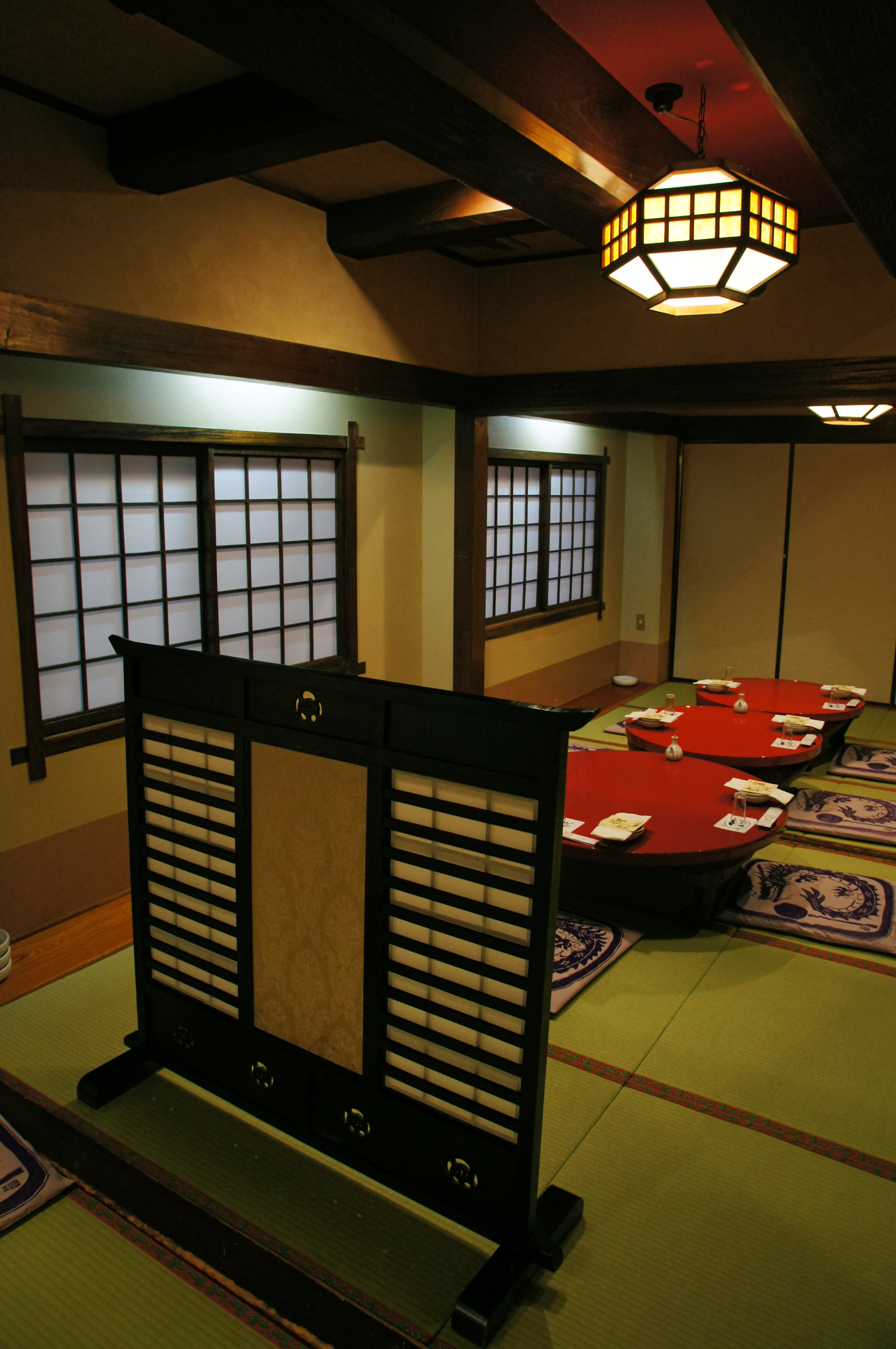
卓袱料理店内（長崎市）

卓袱料理（しっぽくりょうり）とは、中国料理や西欧料理が日本化した宴会料理の一種。長崎市を発祥の地とし、大皿に盛られたコース料理を、円卓を囲んで味わう形式をもつ。和食、中華、洋食（主に出島に商館を構えたオランダ、すなわち阿蘭陀）の要素が互いに交じり合っていることから、和華蘭料理（わからんりょうり）とも評される。日本料理で用いられている膳ではなく、テーブル（卓）に料理を乗せて食事を行う点に特徴がある。
献立には中国料理特有の薬膳思想が組み込まれていると考えられている。

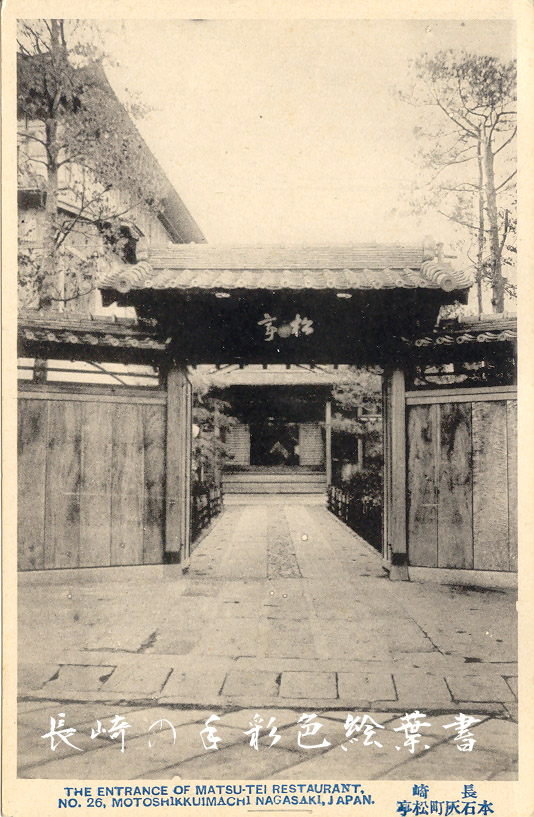
卓袱料理　老舗料亭　松亭

## 概要
中国料理同様に、円卓を囲み、大皿に盛られた料理を各々が自由に取り分け食べるのが卓袱料理の基本形である。現在では料亭や割烹料理店で味わうのが主流で、結婚披露宴で卓袱料理形式の献立が組まれたり、冠婚葬祭などで卓袱料理の仕出し料理をとる家庭もある。しかし、大皿に盛りつけるなど手間が省け、人数に増減があっても対応しやすいという合理性もあり、「急ぎの客人向け料理」「家庭的なもてなし料理」という側面もあったとみられている。日本の中国料理の宴会と異なり取り箸は用いず、各自の直箸と呑水（とんすい）と呼ばれる陶器の匙を用いて、各自の取り皿に取り分けてたべる。
現在の卓袱料理は、「お鰭」「鰭椀」と呼ばれる吸い物でスタートする。スープで宴会が始まるのは広東料理と共通する形式である。各人に椀が配られ、料亭では女将（長崎弁でオカッツァマ）が、披露宴では司会者が「お鰭をどうぞ」と挨拶を行って宴会がスタートする。参加者全員が吸い物を空にした後、主催者（結婚披露宴では来賓が多い）の挨拶が行われ、乾杯をする。その後、大皿に盛られた料理が次々と振舞われる。料理の内容や品数は店や予算などで異なる。
卓袱料理と同時期に考案された精進懐石料理だけで組み立てる料理を普茶料理または普茶卓袱といい、福建省出身の黄檗宗の隠元隆琦に始まる形式とされる。普茶料理の献立は精進料理で構成され、寺院でよく好まれた。寺院発祥の普茶料理は卓袱料理と起源を異にするが、円卓で食事をする形式は卓袱料理にも影響をもたらした。
また、卓袱料理は「銘銘膳」などに象徴される日本食事形式に対比するものとも言われ、大正期から一般的になる小型の食卓「卓袱台（ちゃぶ台）」の語源となった。現在でも関西地方では共同の食卓を「シッポク台」と呼ぶこともある。

## 語源
卓袱の語源は不詳だが、中国語で「卓」はテーブル、「袱」はクロスの意味（袱紗など）を持つ。また、長崎奉行所の記録には「しっぽく」は広南・東京（トンキン）方面（現在のベトナム中部、北部）の方言と記されている。
卓袱料理とは料理の種類でなく、卓やテーブルを使う食べ方を意味するとの考えもあり明快ではない。また「卓袱ウドン」のような名称は「たくさんの具」を意味すると考えられている。

## 歴史
長崎における卓袱料理の起源は定かではないが、元和・寛永期（1615年 - 1643年）に崇福寺、興福寺などの唐寺が建立、徳川幕府により朱印船が廃止、対中国貿易が長崎港に限定されたため、かなりの中国人が滞在していたものとみられる。
1689年（元禄2年）に唐人屋敷が整備されるまでは、中国人と日本人が市中に雑居しており、互いに招きあい、食事をする機会も多かったと考えられている。また、海外から運ばれた砂糖や香辛料、オランダ語が語源とされるポン酢など、出島を拠点に行われたポルトガルやオランダなどとの貿易によってもたらされた食材の影響も少なくない。ポルトガル由来の南蛮料理、南蛮菓子は卓袱料理の発展の下地となり、出島に居住するオランダ人と交流する機会のあった江戸幕府の役人を通してオランダの食文化が少しずつ長崎に広まっていった。このような異文化の交流の中から、卓袱料理の形態が生まれたと言われている。
元禄年間（1688年 - 1704年）、長崎に伝わった南蛮料理や中国料理にアレンジが加えられて日本料理化され、長崎独自の料理に変化した。やがて接待・宴会の際に日本化した舶来の料理を自宅に取り寄せるようになり、それらの仕出し料理を専門とする料理屋はやがて料亭に成長していった。
1761年、長崎に入国していた清国人・呉成充が山西金右エ門を船に招いて中国式の料理でもてなしたという『八遷卓宴式記』の記述が、卓袱料理についての最古の記録である。卓袱料理を食べた者の中には商人や司馬江漢をはじめとする蘭学者以外に大名もおり、薩摩藩藩主島津重豪、鍋島直正などの佐賀藩藩主の名前が挙げられる。
文化・文政期（1804年 - 1829年）前後には江戸で一大ブームになる。ひとりひとりに膳が出されるのが普通であった当時の人々にとっては、一つのテーブルを囲んで大皿で食べるという中国式のスタイルは物珍しかったという。江戸古典落語に登場する「百川」は卓袱料理屋として創業したと伝えられる。従来の日本料理のマナーを引き合いに出して「面倒さや煩わしさが無く、各々が料理を好きなように楽しめる」と卓袱料理を評価した記録も残る。また、江戸だけではなく京都、宇治、大坂といった上方の都市でも卓袱料理と普茶料理が食されていた。この頃になると、料理名こそ中国風であったが、その内容は日本料理・中国料理・南蛮料理が入り交じった独特のものに変化していった。もっとも江戸や上方での卓袱料理の食材には獣肉は使用されておらず、当時の日本人の食習慣に合わせたものとなっていた。
江戸や京都で流行した卓袱料理は次第に廃れていくが、後に長崎で復興する。1900年代には、現在の卓袱料理の様式と献立が成立する。しかし、1950年代には南蛮料理・中国料理の様式を保つ卓袱料理が反時代的と批判を受ける。

## 食事作法
通常の卓袱料理（コース料理）では、料理の種類によって出る順番が決まっている。
使われる料理については、決まった型式のものではなく、店によって特色が出るのがならわしとされている。

### 料理の出る順序
- （食前酒）
- お鰭（おひれ）- 鯛の身と鰭が入った吸い物。なお、鰭は飾りで食べない。
- 小菜 - 冷たい物。料理が盛られた皿を手に取り、直箸で料理を自分の皿に取り分ける[18]。
  - 刺身の盛り合わせ。小菜に必ず含まれるものであり、最初に箸をつける[18]。
  - 三品（海・里・山）盛（口取り） - からすみ・伊達巻・カスドース・羊羹・寒天類など。箸休め的な酒肴と甘味類が用いられており、本膳料理における硯蓋と重複する内容が多い。
  - 十六寸（とろくすん）豆 - 黒豆が用いられることもある。
  - アラの湯引き
  - 甘鯛の長崎天麩羅
- 中鉢 - 温かい物
  - 東坡煮
  - ハトシ（蝦多士、蝦吐司）
  - 天麩羅
  - パスティラ（バスティラ、パスティ、焙烙焼き） - 鶏肉、もやし、シイタケなどを醤油などで薄味に煮て作った中身を、小麦粉・卵・ラードで練った生地で包んでオーブンで焼いたポルトガルから伝わったパイ料理。
  - 　その他
- 大鉢 - 季節の材料を使った主に和の料理の盛り合わせ。野菜の煮物、おひたしなど
- 水菓子
- 梅椀 - 甘いもの。日本の漆器、ポルトガルで好まれる甘味、中国の薬膳の三国の要素が混在すると考えられている[19]。
  - 一般的に料亭では紅白の丸餅入りのお汁粉が出される[20]。

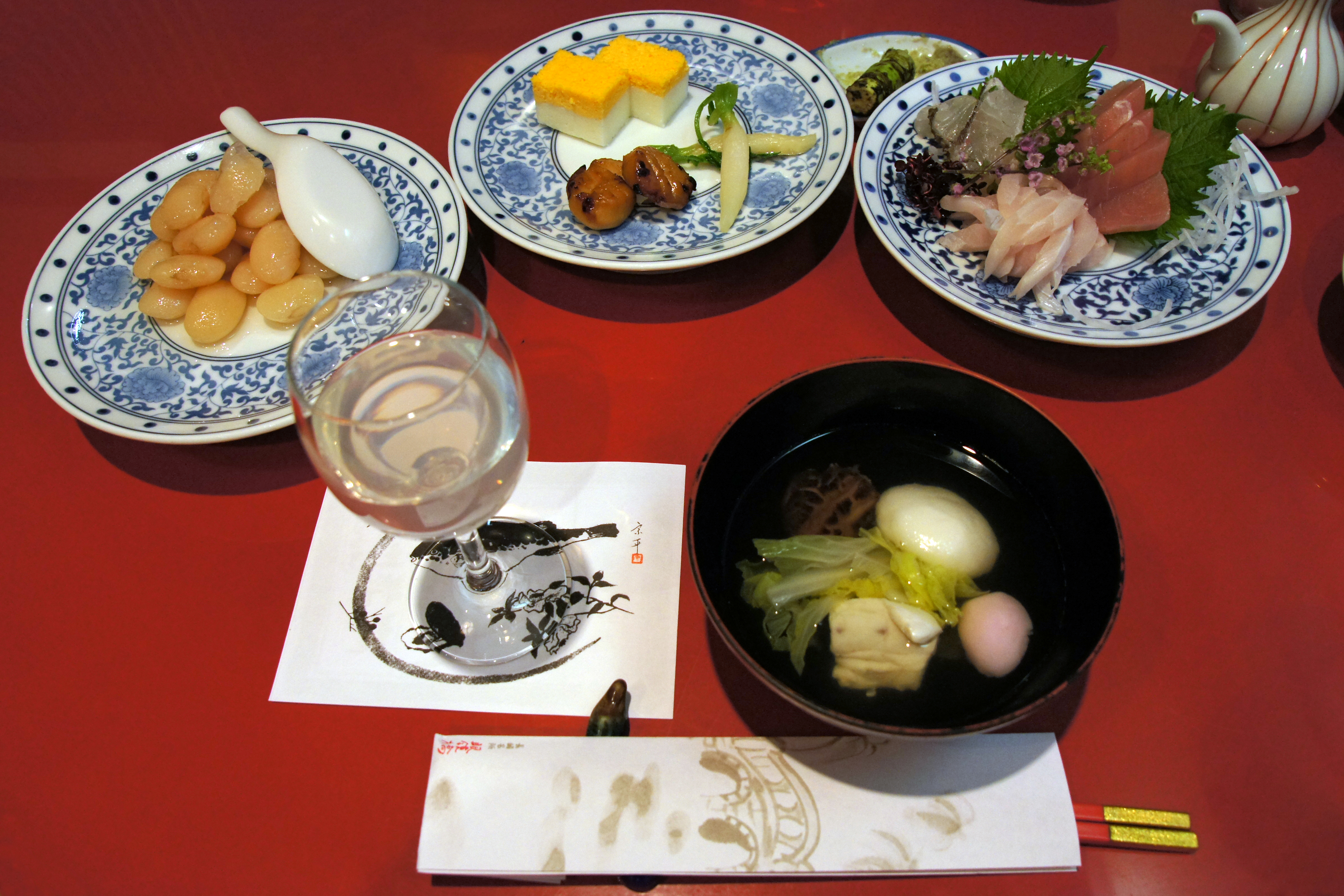
食前酒、お鰭、小菜3皿
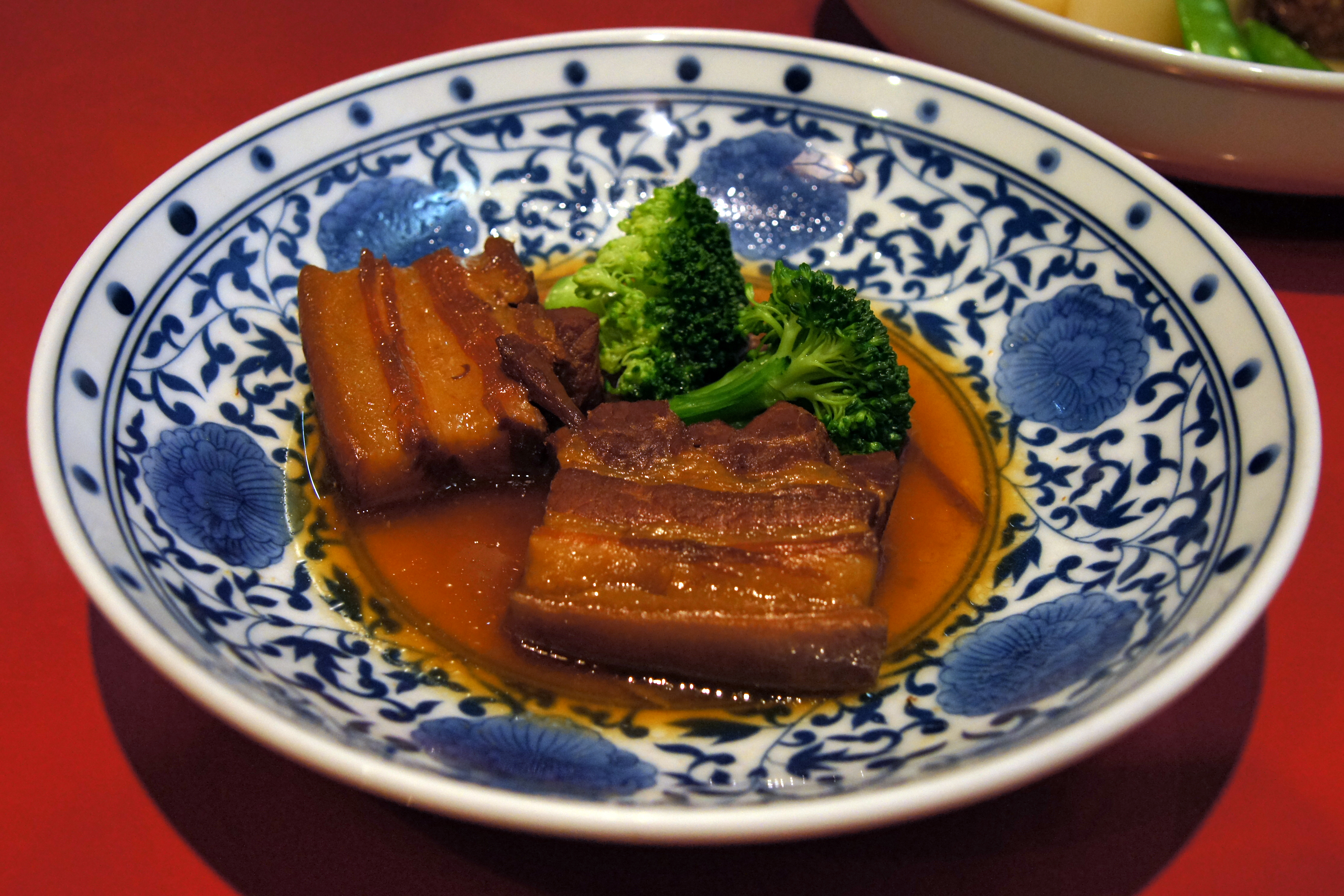
中鉢（東坡煮）
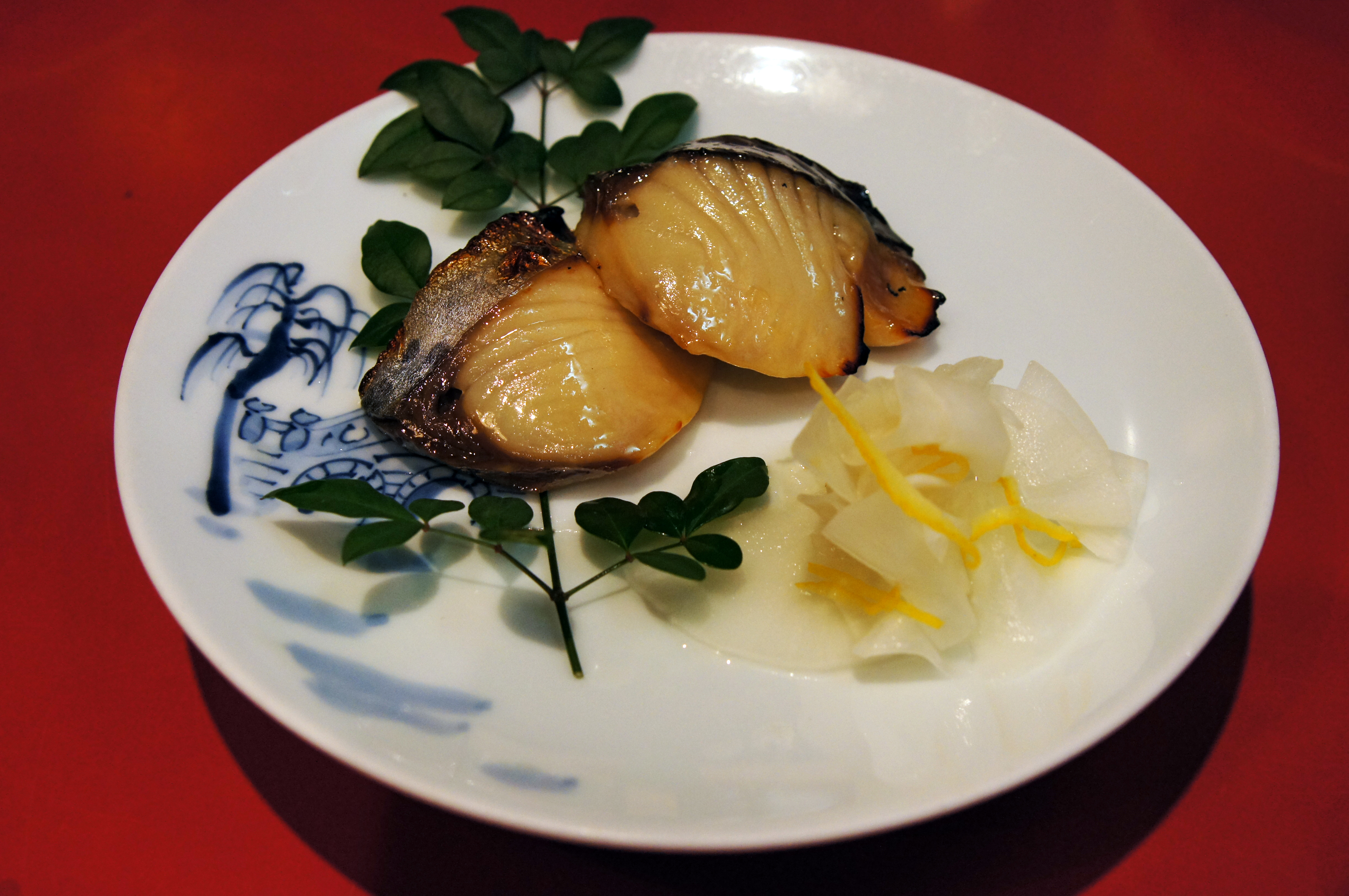
中鉢（白身魚）
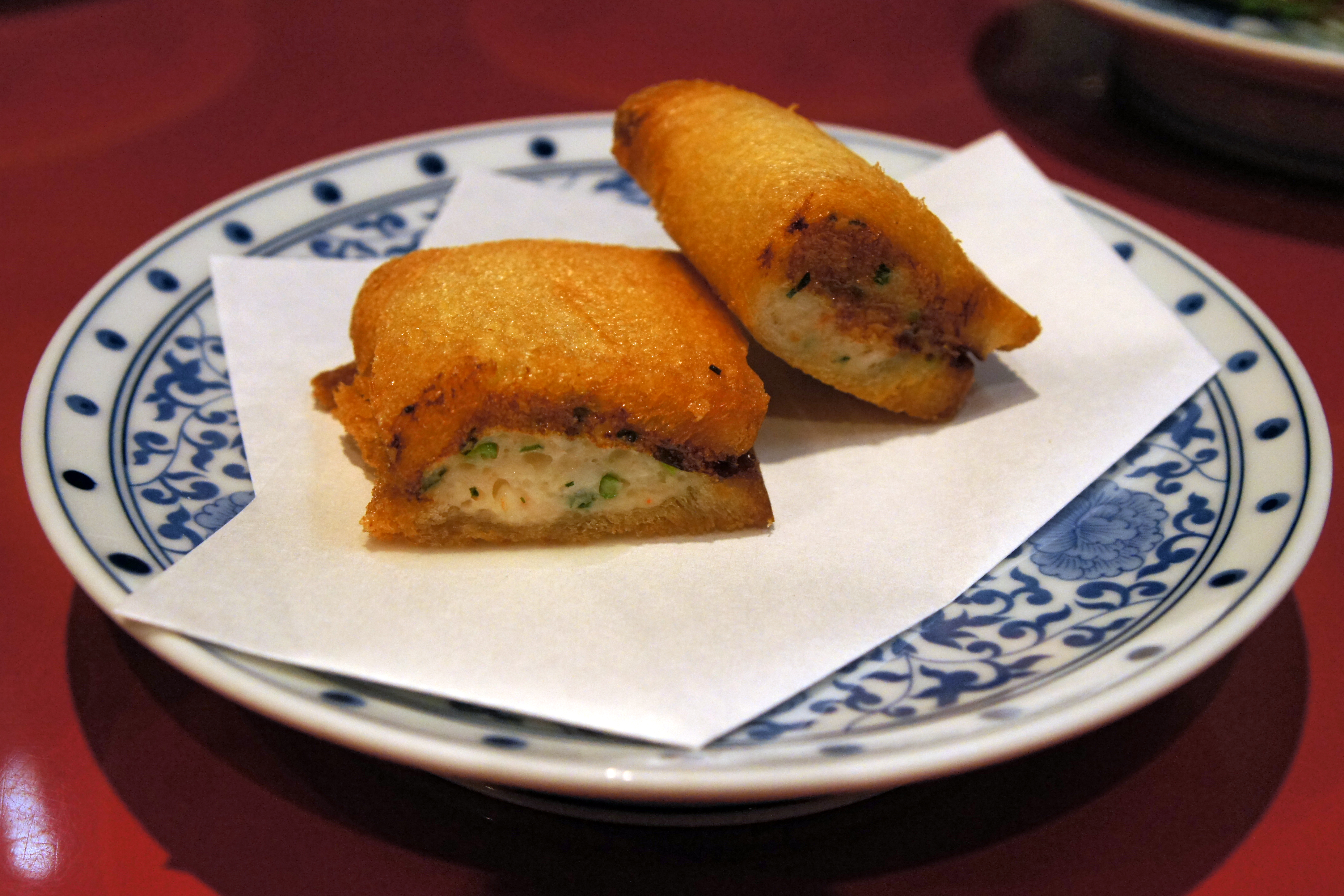
中鉢（ハトシ）
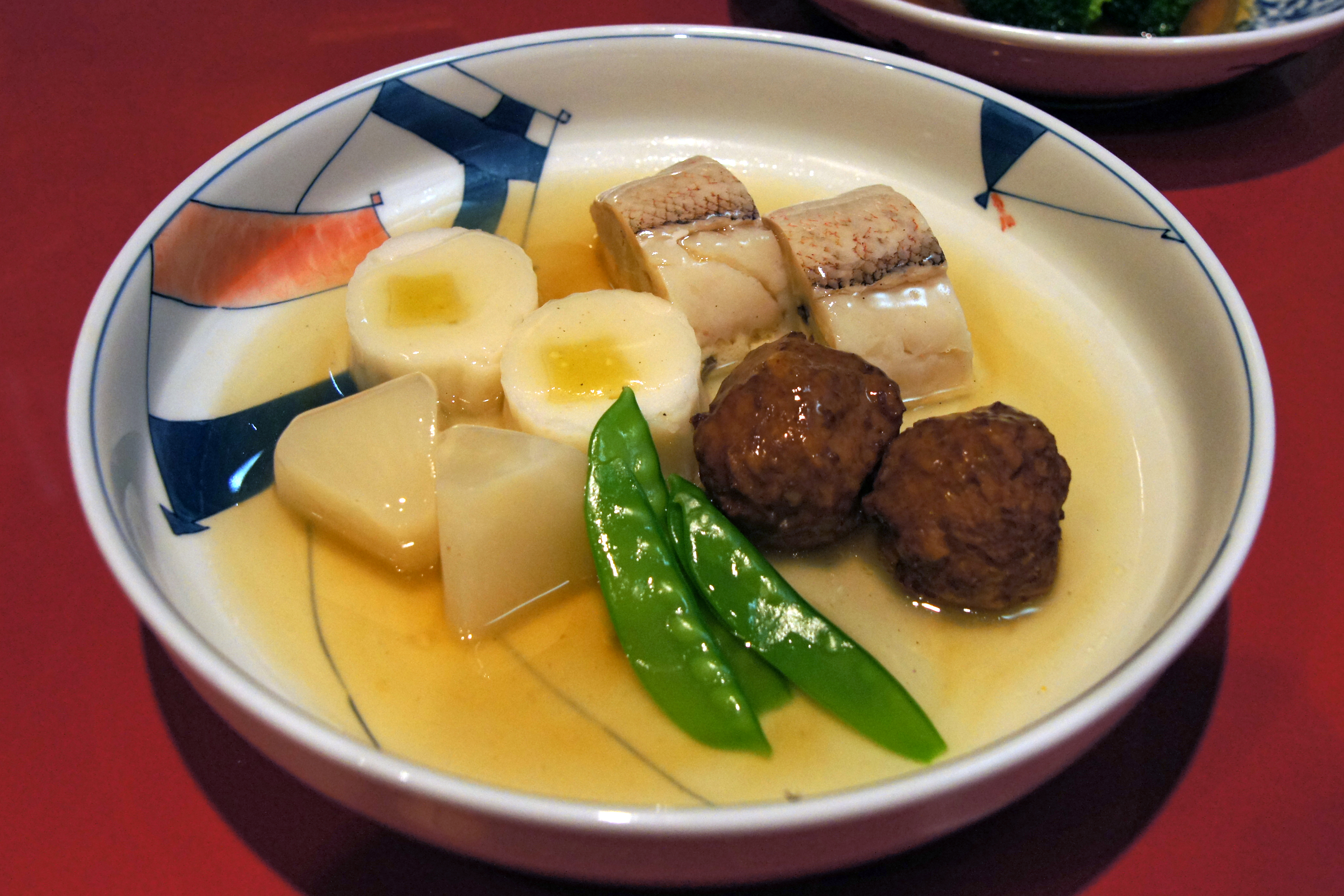
大鉢
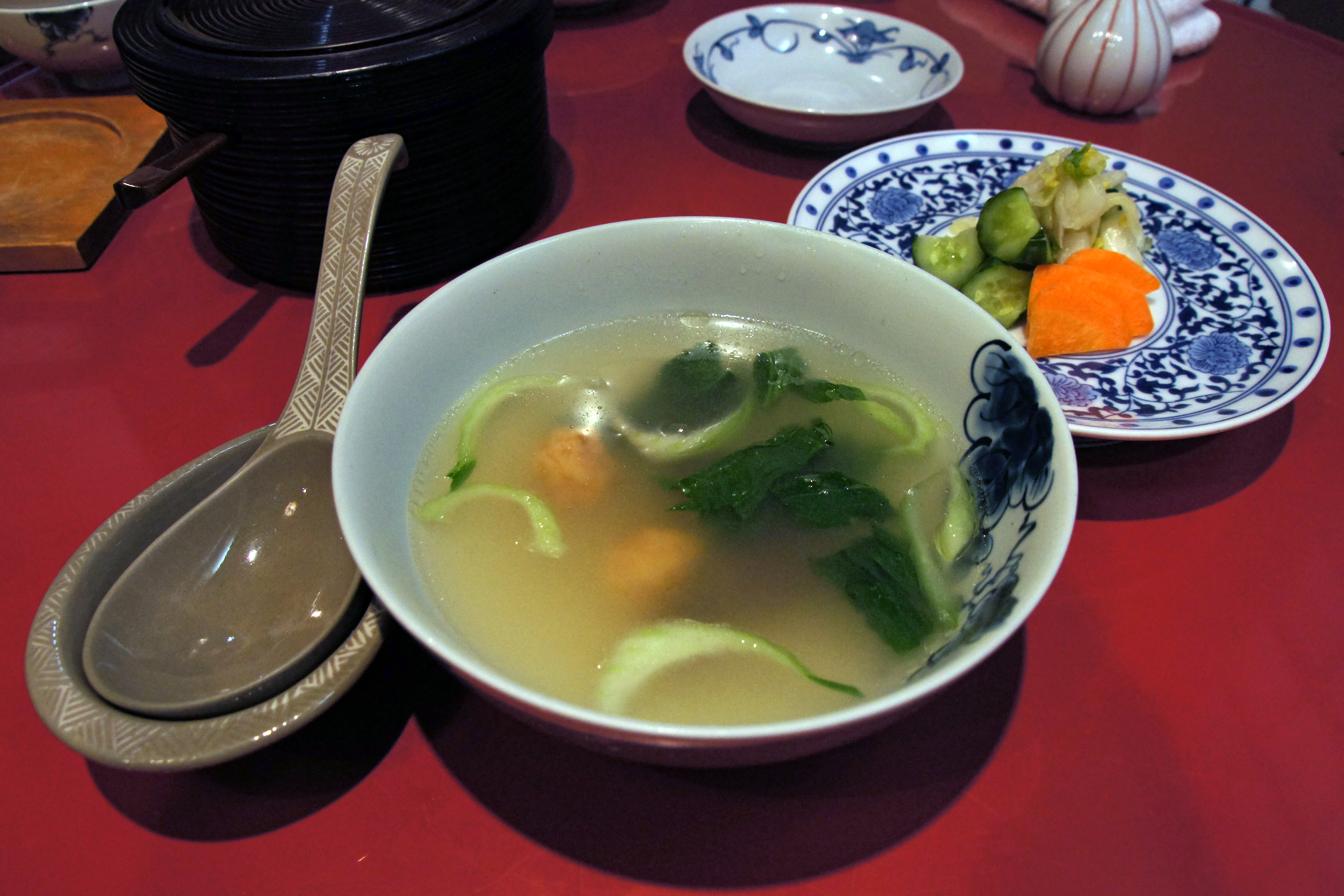
中鉢（吸物、白米、漬物）
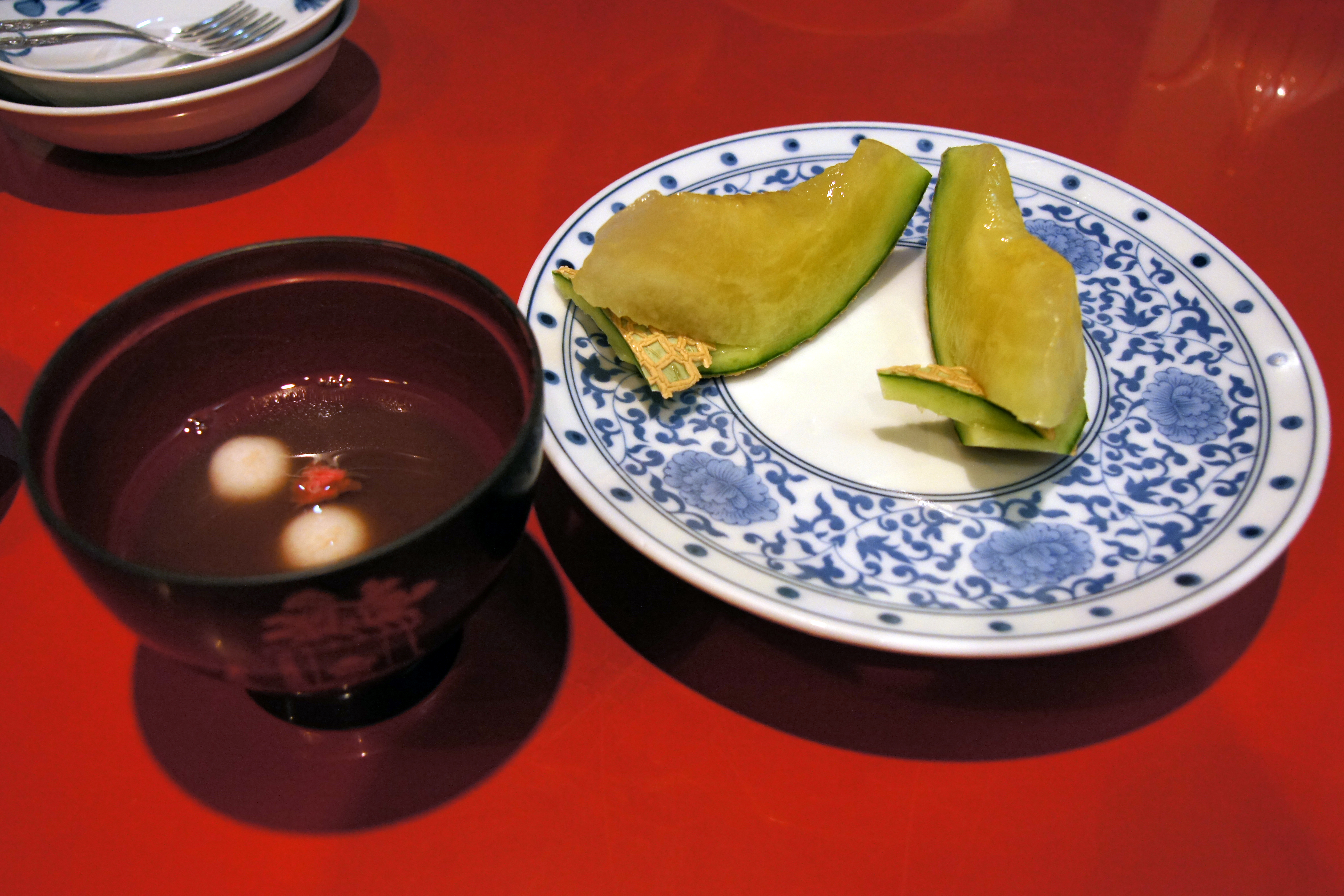
梅椀（お汁粉、果物）